# Union Depot (Film)
Gentleman für einen Tag (Originaltitel: Union Depot) ist ein US-amerikanischer Spielfilm aus dem Jahr 1932 von Alfred E. Green. In dieser Mischung aus Drama, Komödie, Kriminalfilm und Liebesfilm spielten Douglas Fairbanks jr. und Joan Blondell die Hauptrollen. Der Pre-Code-Film wurde von First National Pictures produziert und basiert auf dem gleichnamigen Bühnenstück von Joe Laurie jr., Gene Fowler und Douglas Durkin.

## Handlung
Die Landstreicher Chick Miller und Scrap Iron Scratch suchen den belebten Union-Bahnhof auf. Chick findet einen herrenlosen Koffer, in dem sich ein Anzug und ein Bündel Geldscheine befindet. Nach einem ausgiebigen Essen begegnet er der Chorsängerin Ruth Collins, die auf dem Weg nach Salt Lake City ist, aber nicht genug Geld für die Fahrkarte hat. Als sie ihm erklärt, dass sie von dem verrückten Dr. Bernardi verfolgt wird, will Chick ihr helfen.
Der betrunkene Scrap findet eine Brieftasche mit einem Pfandschein. Da Chick besser gekleidet ist, bittet er ihn, den Schein einzulösen. Chick erhält einen Geigenkasten, der mit Banknoten gefüllt ist. Er gibt Ruth Geld, damit sie sich ein Kleid kaufen und sich schick machen kann. Dr. Bernardi hat dies mitbekommen und lässt Ruth eine Nachricht in Chicks Namen überbringen für ein Treffen im Zug. Chick trifft Ruth im Bekleidungsgeschäft und versichert ihr, dass die Nachricht nicht von ihm sei. Beunruhigt besteigt Ruth den Zug, Chick folgt ihr.
Im Zug wird Ruth von Dr. Bernardi bedrängt. Chick eilt zur Hilfe, Dr. Bernardi will durch das Abteilfenster flüchten und stürzt in den Tod. Polizisten betreten den Zug, der sich noch im Bahnhof befindet und nehmen Chick wegen Verbreitung von Falschgeld fest. Bushy Sloan, der eigentliche Fälscher, bekommt die Festnahme mit und folgt der Gruppe zum Lager, wo der Geigenkasten mit dem Falschgeld sichergestellt wurde. Sloan schießt einen der Wächter nieder, ergreift den Geigenkasten und flieht. Die Polizeibeamten bringen Chick zu einem Polizeiwagen. Dort hat sich Scratch versteckt, der das Falschgeld aus dem Geigenkasten in einem Kohlesack gesteckt hat. Die Polizei nimmt nun Sloan fest, der einen leeren Geigenkasten mit sich herumträgt. Der niedergeschossene Wächter ist zu sich gekommen und identifiziert Sloan als Schützen. Chick wird freigelassen und begleitet Ruth zum Zug. Beide schwören, sich nie zu vergessen, dann gehen Chick und Scratch ihrer Wege.

## Produktion

### Hintergrund
Gedreht wurde der Film ab Mitte Oktober 1931 in den Warner-Studios in Burbank.

### Stab
Jack Okey oblag die künstlerische Leitung. Al Alleborn arbeitete als Regieassistent, Leo F. Forbstein dirigierte das Vitaphone-Orchester.

### Besetzung
In kleinen nicht im Abspann erwähnten Nebenrollen traten Irving Bacon, Lilian Bond, George Chandler, Spencer Charters, Dorothy Christy, Frank Coghlan jr., Charles Coleman, Mary Doran, Maude Eburne, Willie Fung, Ethel Griffies, Ruth Hall, Theresa Harris, Lucille La Verne, Charles Lane, George MacFarlane, Claire McDowell, Walter McGrail, Dickie Moore, Cyril Ring und Jason Robards sr. auf.

## Veröffentlichung
Die Premiere des Films fand am 14. Januar 1932 in New York statt. In Deutschland kam Gentleman für einen Tag im November in die Kinos. Am 13. August 1983 wurde der Film im deutschen Fernsehen in der Originalfassung ausgestrahlt.  
In Österreich wurde er im Jahr 1933 unter dem Titel Gentleman für eine Nacht gezeigt.

## Kritiken
Der Filmkritiken-Aggregator Rotten Tomatoes hat in einer Auswertung ein Publikumsergebnis von 64 Prozent positiver Bewertungen ermittelt.
Das Lexikon des internationalen Films schrieb: „Eine reizvolle Mischung aus Komödie, Melodram und Kriminalfilm.“
Mordaunt Hall von der The New York Times befand, der Film sei eher erfinderisch denn künstlerisch. Er halte die Aufmerksamkeit des Zuschauers hoch und sei mit einem Sinn für Humor gemacht. Er habe jedoch unnötigerweise einige raue Szenen und der Dialog sei zwar feurig aber schlecht geschrieben. Dennoch warte er mit einer Fülle klug ausgearbeiteter Überraschungen auf.
Der Kritiker des TV Guide sah einen wundervoll klugen Film in der Tradition der 1930er Jahre mit schnellen Dialogen, hartem Schnitt, mitreißender Kameraführung und flottem Tempo.